# DALIT
DALIT, tvornica strojeva i ljevaonica željeza u Daruvaru. Preteča joj je strojobravarska radionica koju je 1890. osnovao Franjo Effenberger, strojobravar i ljevač iz Liberca u Češkoj. U Dalitu za godinu osnivanja uzimaju 1905. godinu. Kupio je zgradu bivše pilane i paromlina te strojeve i opremu. te je 1907. počela s radom tvornica koja je popravljala kotlove, cilindre i mlinske valjke, prepravljala benzinske motore, te proizvodila male poljoprivredne strojeve – sječkalice, runilice za kukuruz, preše za grožđe. Kasnije tvornicu od oca preuzima sin. 1912. godine postala je Tvornica strojeva i ljevaonica željeza i bakra. Vremenom je upala u novčarske poteškoće te je 1938. prešla je u vlasništvo Građanske dioničke štedionice u većinskom vlasništvu obitelji Gross i promijenila naziv u Dalit. Nigdje se ne spominje koje točno godine tvornica dobiva ime „Dalit“, no očito je to kratica od Da(ruvarska) l(jevaonica) i t(vornica). Tad su proizvodni program činili strojevi za mlinove, kamenolome, ciglane, pilane, uljare i inu industriju. Imala je oko 150 radnika. Štedionica je uložila u nove strojeve pa tvornica širi proizvodnju na poljske kuhinje za vojsku i generatore. Uspostavom NDH oduzeta je vlasnicima i nacionalizirana. Nije denacionalizirana nakon Drugoga svjetskog rata. Od godine 1946. proizvode odljevke, strojeve i opremu za opekarsku industriju. Nova industrijska ljevaonica podignuta je 1949. godine, a 1956. i tvornica strojeva. Početkom pedesetih pogon je preselio u nove hale. 1970. je dovršena nova zgrada konstrukcijskog ureda. U 1974. godini u Dalitu je radio 771 radnik. 1975. je bila u tijeku modernizacija. No, 1970-ih je proizvodnja bila otežana zbog nedostatka sredstava i sirovina. Ipak, bila je tad vodeći proizvođač ciglarskih strojeva u Jugoslaviji – preko 300 ciglana ima što cijelu opremu što dio iz Daruvara. Uz osnovni proizvodni program tu su bili tunelski pasterizatori za pivo, sokove, voće i povrće te odljevci za strojogradnju, motornu i industriju hidrauličkih uređaja. Program tehnološke obnove sproveden je početkom 1980. godine. Tom su prigodom četiri nove tvornice: alatnica s modelarijom, ljevaonica, tvornica metalnih konstrukcija i tvornica namjenskih komponenta i alata. 
Na vrhuncu je navodno sredinom 1980-ih imala 1800 zaposlenih, bila je najveća tvornica u kraju i više od 4 tisuće ljudi u bivšoj općini Daruvar na ovaj ili onaj način živjelo od Dalita. Rat, pretvorbu i privatizaciju 1990-ih dočekalo je više od 1700 radnika. Proizvodni program tad je bila proizvodnja strojeva i opreme za građevinsku i prehrambenu industriju te odljevci za automobilsku i vojnu industriju. Dio proizvoda su izvozili, a izvozna tržišta bila su zemlje istočne Europe, Afrike, Južne Amerike i Azije. Dalit je u najboljim danima nosili cijeli kraj, a njegovi stručnjaci odlazili su montirati strojeve u daleke krajeve svijeta. Bio je cijeli sustav života. Imali su vlastitu kuglanu, nogometni klub, vatrogasno društvo, ambulantu, novine, stambenu zadrugu. Godine 1993. Dalit je postao Dalit Corp d. d. u sastavu kojega je bilo devet društava kćeri s 350 zaposlenih. Problemi u poslovanju su pogodili su većinu njih te su zatvorena a ostao je poslovati još samo Dalit-biro d.o.o. za proizvodnju i trgovinu, a nad Dalit Corp d. d. i Dalit-CT d.o.o. otvoren je stečajni postupak. 
Godine 2003. MPD tvornica pumpi d.d. postala je član grupe Dalit corp d.d.
Dalit se je prostirao na 15 hektara zemljišta i hala. Zbog propadanja tvrdaka kćeri, hale su ostale prazne. Četvrt je zarasla u šikaru, zgrade oronule, prostori polupani. Kupnjom poslovnih prostora Dalita svibnja 2019., područje je opet u funkciji, a a poslovna zona Dalit opet je mjesto razvoja i zapošljavanja.